# Campylophyllum quisqueyanum
Campylophyllum quisqueyanum là một loài Rêu trong họ Hypnaceae. Loài này được (W.R. Buck) Hedenäs mô tả khoa học đầu tiên năm 1997.